# Conor Washington
Conor James Washington (* 18. Mai 1992 in Chatham, England) ist ein nordirischer Fußballspieler, der bis Mai 2025 bei Derby County unter Vertrag stand. Seit 2016 ist er zudem für die nordirische Nationalmannschaft aktiv.

## Karriere

### Vereine
Washington wuchs in St Ives, Cambridgeshire auf, wo er die Westfield Junior School besuchte und Fußball spielte. Nach dem Schulabschluss arbeitete er als Postmann und spielte für St. Ives Town FC in der United Counties League, einer regionalen Amateurliga. 2012 wechselte er für 5.000 £ zum Fünftligisten AFC Newport County, mit dem er in die vierte Liga aufstieg. Zwar hatten sie als Dritte den direkten Aufstieg verpasst, konnten sich im ersten rein walisischen Playoff-Aufstiegsfinale im Wembley-Stadion aber gegen den FC Wrexham durchsetzen. In der Football League Two 2013/14 erreichten sie den 14. Platz. Washington wechselte aber noch vor Ende der Saison zum Drittligisten Peterborough United. Als Sechste verpasste das Team den direkten Aufstieg in die zweite Liga und scheiterte dann auch im Aufstiegs-Playoff-Halbfinale. In der Saison 2014/15 erzielte er in 40 Ligaspielen 13 Tore, am Ende fehlten aber mindestens sechs Punkte um die Aufstiegs-Playoffs zu erreichen. In der Saison 2015/16 bestritt er nur 25 Ligaspiele für Peterborough, in denen er zehn Tore erzielte. Im Januar 2016 wechselte er für 2,5 Millionen £ zum Zweitligisten Queens Park Rangers. Ab 2018 spielte er für eine Saison bei Sheffield United, bevor er nach Schottland zu Heart of Midlothian wechselte. Nachdem die „Hearts“ aus der ersten schottischen Liga abgestiegen waren, wechselte Washington zurück nach England. Er unterschrieb einen Zweijahresvertrag beim Drittligaaufsteiger Charlton Athletic. Für den Verein aus London konnte er in den zwei folgenden Spielzeiten jeweils elf Ligatreffer erzielen.
Ende Mai 2022 wechselte der 30-Jährige ablösefrei zum Zweitliga-Aufsteiger Rotherham United, bei dem er einen bis 2024 gültigen Vertrag erhielt. Für seine neue Mannschaft steuerte er fünf Ligatore zum Klassenerhalt in der EFL Championship 2022/23 bei, ehe er Anfang Juli 2023 erneut den Verein wechselte und für zwei Jahre beim Drittligisten Derby County unterschrieb. In der Saison 2024/25 kam er nur zu vier Einsätzen in der U21-Mannschaft. Am 16. Mai 2025 gab der Verein bekannt, dass der Vertrag nicht verlängert wird.

### Nordirische Nationalmannschaft
Als Sohn einer schottischen Mutter und Enkel eines nordirischen Großvaters kann er, obwohl in England geboren, auch für Schottland und Nordirland spielen. Seine erste Einladung zur nordirischen Nationalmannschaft  erhielt er im März 2016 und wurde am 24. März gegen Wales in der ersten Halbzeit erstmals eingesetzt. Vier Tage später gelang ihm gegen Slowenien mit seinem ersten Länderspieltor der 1:0-Siegtreffer.
Am 18. Mai 2016 wurde er von Teammanager Michael O’Neill in den vorläufigen Kader mit 28 Spielern für die EM-Endrunde berufen.
Im ersten Testspiel in der EM-Vorbereitung erzielte er ebenfalls ein Tor, diesmal das zwischenzeitliche 2:0 beim 3:0 gegen die nicht für die EM qualifizierten Belarussen. Einen Tag später wurde er für den endgültigen EM-Kader nominiert. Beim ersten Turnierspiel gegen Polen kam er beim Stand von 0:1 im Schlussdrittel zum Einsatz. In der zweiten und dritten Partie gegen die Ukraine und Deutschland spielte er dann von Beginn an. Das Team erreichte das Achtelfinale gegen Wales, dort saß er erneut zunächst auf der Bank und kam erst in der Endphase des Spiels aufs Feld. Durch ein Eigentor brachte sich Nordirland danach selbst in Rückstand und schied aus.
In der nach der EM begonnenen Qualifikation für die WM 2018 traf er erneut auf Deutschland und wurde in acht de zehn Spiele eingesetzt. Die Nordiren erreichten als Zweite hinter Deutschland die Playoffs der Gruppenzweiten, wo sie nach einer 0:1-Heimniederlage und einem torlosen Remis im Rückspiel gegen die Schweiz ausschieden. In der UEFA Nations League 2018/19 kam er nicht zum Einsatz. In der Qualifikation für die Fußball-Europameisterschaft 2020 wurde er in drei der acht Gruppenspiele eingesetzt, darunter der 0:2-Heimniederlage gegen Deutschland. Am Ende reichte es nur zu Platz 3. Obwohl die Nordiren in ihrer Nations-League-Gruppe nur den dritten Platz belegt hatten, hatten sie noch die Chance sich über die Playoffs im März 2020 zu qualifizieren, was aber nicht gelang. In der Qualifikation für die WM 2022 hatte er sechs Einsätze, belegte mit seiner Mannschaft aber hinter der Schweiz und Italien wieder nur den dritten Platz und diesmal blieb auch nicht der Weg über die Playoffs.
Auch die Qualifikation für die EM 2024, bei der er in acht von zehn Spielen eingesetzt wurde, verlief wenig erfolgreich, denn als Gruppenfünfte blieben sie unter ihren Erwartungen. Lediglich die Spiele gegen San Marino und das letzte gegen bereits qualifizierte Dänen konnte gewonnen werden.